# Współrzędna cykliczna
Współrzędna cykliczna – jeżeli w hamiltonianie postaci {\displaystyle H(q_{1},\dots ,q_{n};\ p_{1},\dots ,p_{n})} nie występuje explicite dana współrzędna uogólniona {\displaystyle q_{i},} to nazywa się ona współrzędną cykliczną. Pęd {\displaystyle p_{i}} związany z tą współrzędną jest wtedy całką ruchu, czyli jest stały w czasie ruchu.

## Współrzędne cykliczne i twierdzenie Poincarégo o powrocie
Niech wszystkie współrzędne w hamiltonianie będą cykliczne i niech będą zmiennymi typu działanie-kąt, tzn. takimi jak kąt i moment pędu w rotorze {\displaystyle (H=J^{2}/2).} Wtedy mamy
{\displaystyle p_{i}=J_{i}=const,}
{\displaystyle q_{i}=\phi _{i}=J_{i}t+const.}
Jeśli {\displaystyle \phi _{i}} mają znaczenie fizycznych kątów, wtedy po czasie {\displaystyle 2\pi 10^{n},} gdzie {\displaystyle n} jest dokładnością numeryczną {\displaystyle J_{i},} ({\displaystyle J_{i}} jako ułamek {\displaystyle k/10^{n}}), powrócą one do całkowitej wielokrotności kąta pełnego, a więc system dynamiczny powróci do swojego stanu początkowego po tym czasie. Im większe {\displaystyle n,} tym dłuższy czas {\displaystyle t.} Wyraża to treść twierdzenia Poincarégo, że po dostatecznie długim czasie każdy układ dynamiczny powraca dostatecznie blisko stanu początkowego. Kwantowym odpowiednikiem twierdzenia Poincarégo jest tzw. pełne ożywienie kwantowe funkcji falowej.

## Przykład
W ruchu w potencjale grawitacyjnym hamiltonian ma postać:
{\displaystyle H(r,\theta ,\phi ;p_{r},p_{\theta },p_{\phi })={\frac {GMm}{r}}+{\frac {p_{r}^{2}}{2m}}+r^{2}{\frac {p_{\theta }^{2}}{2m}}+r^{2}\sin ^{2}\theta {\frac {p_{\phi }^{2}}{2m}}.}
W tym przypadku współrzędną cykliczną jest {\displaystyle \phi ,} natomiast pęd {\displaystyle p_{\phi }} jest całką ruchu – można go związać z momentem pędu w kierunku {\displaystyle z,} który jest wielkością stałą w tym ruchu.